# Ala dos Namorados
Ala dos Namorados est un groupe de pop portugais. Il se forme en 1992 par João Gil, Manuel Paulo et João Monge, rejoints ensuite par José Moz Carrapa. Le groupe a découvert Nuno Guerreiro lors d'un spectacle de Carlos Paredes, et l'a invité à rejoindre la troupe. En 2022, le groupe se compose uniquement de Manuel Paulo et Nuno Guerreiro auxquels s'ajoutent d'autres musiciens invités.
Leur nom vient de la célèbre bataille d'Aljubarrota, au cours de laquelle les Portugais ont vaincu les Castillans, et où l'une des ailes en faveur du Royaume de Portugal portait cette appellation car elle était formée de combattants encore jeunes.

## Biographie
Ala dos Namorados se forme en 1992, à partir de chansons de João Gil, João Monge et Manuel Paulo. Ala connait un grand succès dans les années 1990, s'étant produit à plusieurs reprises dans des festivals en dehors du Portugal.
Après la sortie de l'album Alma, Moz Carrapa quitte le groupe, ne laissant que João Gil, Manuel Paulo et Nuno Guerreiro. En 1998 sort l'album Solta-se o Beijo, qui est certifié disque de platine. Cristal sort en 2000 et devient disque d'or. Pendant un certain temps, les membres du groupe se consacrent à d'autres projets. En 2004, un DVD et un CD, Ala dos Namorados Ao Vivo No São Luíz, sont publiés.
João Gil quitte le groupe pour former Filarmónica Gil. En 2007, avec Mário Delgado comme guitariste et des chansons de João Monge et Manuel Paulo, qui était également responsable de la production, le groupe sort Mentiroso Normal. En décembre 2008, le groupe a cessé ses activités, au terme d'une carrière de 15 ans. Début 2012, à l'occasion d'un concert autour de l'œuvre de João Monge, ils se retrouvent, et la volonté se manifeste de rejouer les chansons du groupe. Ils marquent le 20e anniversaire du groupe en septembre 2012 avec un concert à B. LEZA, avec Alexandre Frazão, Mário Delgado, Zé Nabo et Ruben Santos, ainsi que des invités spéciaux comme João Gil et José Moz Carrapa. En 2013, l'album Razão de Ser sort avec le réenregistrement de plusieurs de leurs chansons les plus connues et avec la participation de quelques musiciens connus comme António Zambujo et Jorge Palma.
En décembre 2014, ils éditent un nouveau CD, Felicidade, distribué par Farol. Il comporte à nouveau des paroles de João Monge auxquelles s'ajoutent une de Carlos Tê et trois du journaliste José Fialho Gouveia.
Le répertoire de chansons pop portugaises du milieu du 20e siècle sert de base à l'enregistrement de l'album Vintage, qui sort en 2017. Olhos Castanhos, Noites da Madeira, Ele e Ela, Animais de Estimação, Cartas de Amor ou le Fadinho da Tia Maria Benta, sont quelques-uns des morceaux qui font partie de l'imaginaire collectif des Portugais et qu'Ala dos Namorados a proposé d'introduire dans leur univers musical. Le disque comprend quatre thèmes originaux dans la même harmonie « vintage » qui fera partie intégrante des concerts.

## Discographie

### Albums studio
- 1994 : Ala dos Namorados (EMI)
- 1995 : Por Minha Dama (EMI)
- 1996 : Alma (EMI)
- 2000 : Cristal (EMI) (CD et album double)
- 2007 : Mentiroso Normal (Universal)
- 2013 : Razão de Ser (Farol)
- 2014 : Felicidade (Farol)
- 2017 : Vintage

### Albums live
- 1998 : Solta-se o Beijo (EMI)
- 2004 : Ala dos Namorados Ao Vivo No São Luiz (EMI, CD+DVD) (Warner Music Portugal)

### Singles
- 2000 : Solta-se o Beijo (EMI)

### Compilations
- 2004 : Ala Dos Namorados - Grandes Êxitos (EMI Gold)